# Persoonia cornifolia
Persoonia cornifolia (лат.) — кустарник, вид рода Персоония (Persoonia) семейства Протейные (Proteaceae), эндемик восточной Австралии. Кустарник с эллиптическими или яйцевидными листьями и пушистыми жёлтыми цветками, произрастающий в северной части Нового Южного Уэльса и на юго-востоке Квинсленда.

## Ботаническое описание
Persoonia cornifolia — прямостоячий или раскидистый куст с опушёнными молодыми веточками. Листья от эллиптических до яйцевидных, 20-80 мм в длину, 10-45 мм в ширину, плоские с обращёнными вниз краями. Молодые листья опушённые, но с возрастом становятся гладкими. Цветки расположены небольшими группами в пазухах листьев с чешуйчатым листом у основания каждого цветка. Цветок находится на конце густо опушённой цветоножки длиной 1-2 мм. Состоит из четырёх волосистых листочков околоцветника длиной 10-13 мм, сросшихся у основания, но с загнутыми назад кончиками. Центральный столбик окружён четырьмя жёлтыми пыльниками, которые также соединены у основания и с загнутыми кончиками, так что при взгляде с конца он напоминает крест. Завязь обычно опушённая. Цветение происходит с декабря по февраль, плоды — зелёные костянки.

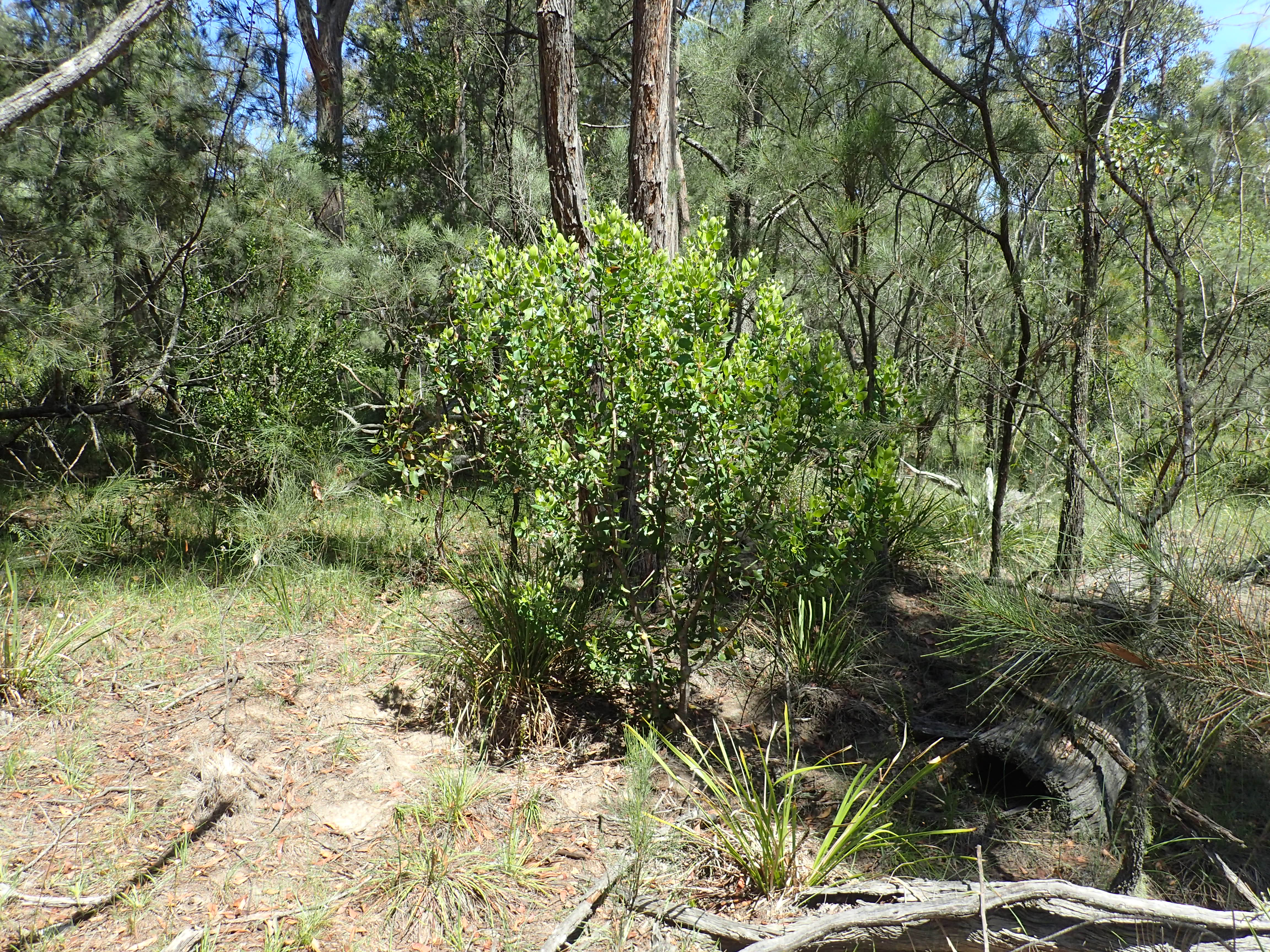
Общий вид Persoonia cornifolia
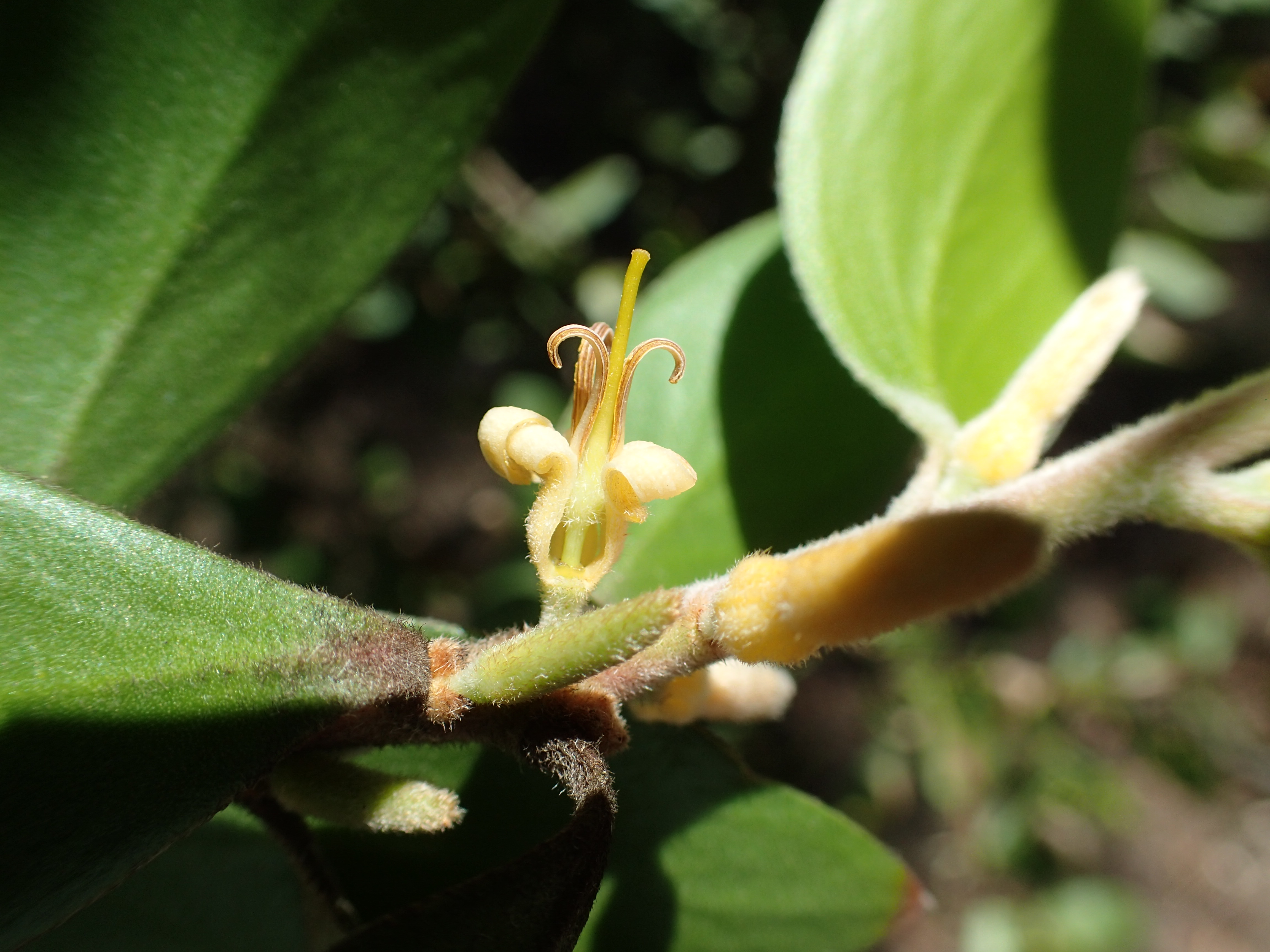
Опушённая завязь
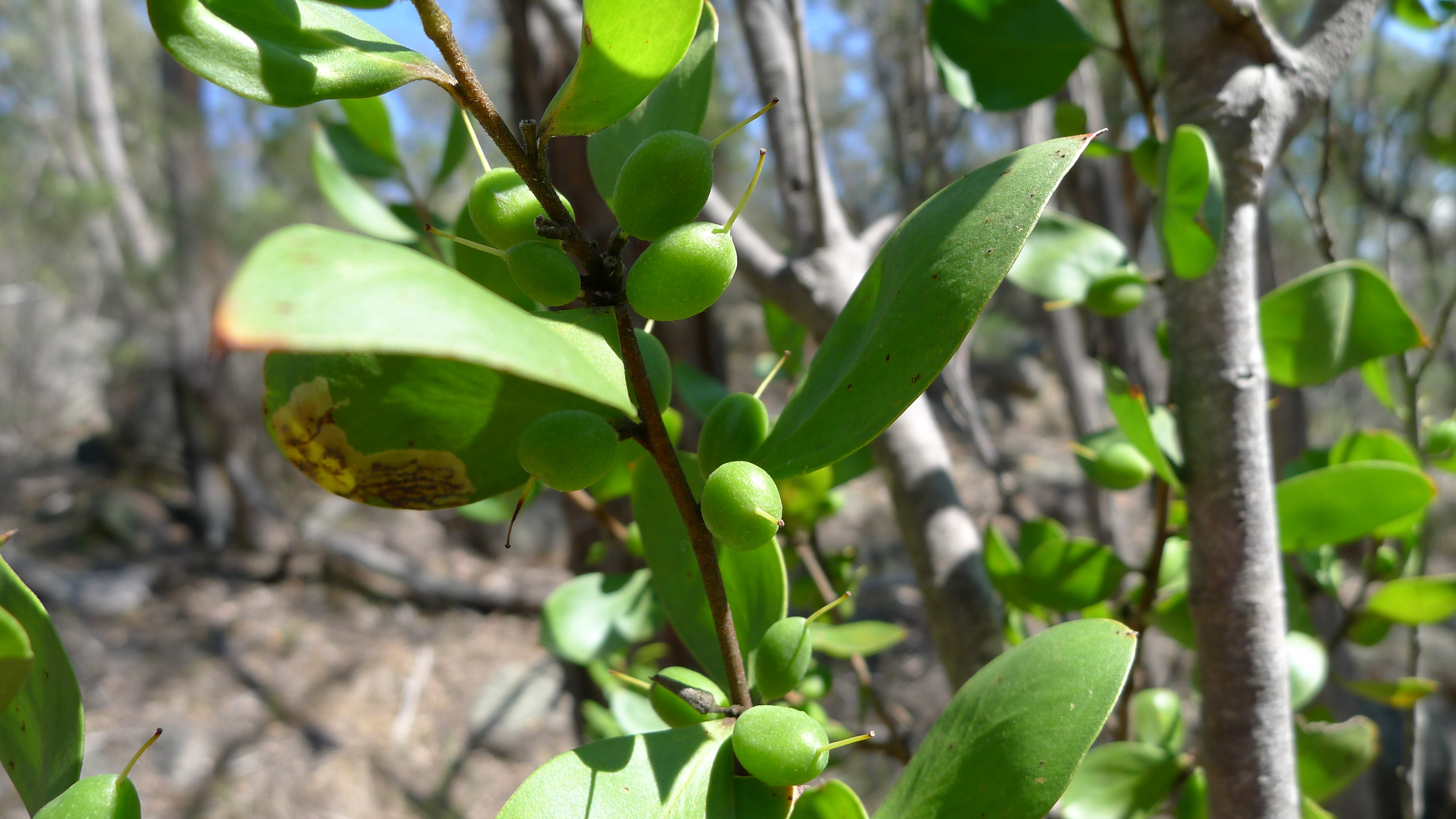
Плоды и листья

## Таксономия
Впервые вид был официально описан в 1830 году Робертом Брауном из неопубликованной рукописи Аллана Каннингема. Описание Брауна было опубликовано в Supplementum primum Prodromi Flore Novae Hollandiae. Видовой эпитет — от латинских слов cornu, означающего «рог» и folium, означающего «лист».

## Распространение и местообитание
Persoonia cornifolia — эндемик Австралии. Растёт в лесах к северу от хребта Мунби на северо-востоке Нового Южного Уэльса на юго-востоке Квинсленда.